# Olivia Ruiz
(da La petite voleuse)
Olivia Ruiz, pseudonimo di Olivia Blanc (Carcassona, 1º gennaio 1980), è una cantante e attrice francese.
Nata a Carcassonne, è cresciuta nel villaggio di Marseillette. È figlia del musicista e cantante Didier Blanc; il cognome Ruiz, che usa normalmente sulle scene, è in realtà quello della sua nonna materna da nubile.

## Album
- 2003: J'aime pas l'amour (80 000 copie vendute)
- 2005: La Femme chocolat  (1 000 000 copie vendute)
- 2007: Chocolat Show (live) (60 000 copie vendute)
- 2008: La chica chocolate  (35 000 copie vendute in Spagna, 55 000 in Francia)
- 2009: Miss Météores (400 000 copie vendute)
- 2010: Miss Météores Live (90 000 copie vendute)

Fonte : Charts in France

## Singoli
- 2002: Paris
- 2003: J'aime pas l'amour
- 2003: Pas si vieille
- 2003: Qui sommes-nous ?
- 2004: Le tango du qui
- 2004: Les vieux amoureux
- 2005: J'traîne des pieds
- 2006: La femme chocolat
- 2007: Non dits — in duo con Christian Olivier del gruppo Têtes Raides
- 2007: Goûtez-moi
- 2007: Thérapie de groupe
- 2008: La chica chocolate (Spagna)
- 2009: Elle panique
- 2009: Belle à en crever
- 2010: Les crêpes aux champignons
- 2010: Elle panique (Live)

## DVD
- 2007: Chocolat Show (live) (60 200 copie vendute)
- 2010: Miss Météores Live (92 568 copie vendute)

Fonte : Charts in France

## Filmografia
- Le père de ma fille (dove interpreta il ruolo di Chloe), di Martin Valente, con Gérard Jugnot e François Berléand - nelle sale da agosto 2010

## Libri
- Olivia Ruiz L'oiseau Piment, Textuel, Parigi 2007